# 17770 Baumé
17770 Baumé è un asteroide della fascia principale. Scoperto nel 1998, presenta un'orbita caratterizzata da un semiasse maggiore pari a 2,5552472 UA e da un'eccentricità di 0,2721488, inclinata di 8,26945° rispetto all'eclittica.